# Rajd Ypres 2005
Rajd Ypres 2005 (41. Belgium Ypres Westhoek Rally) – 41 edycja rajdu samochodowego Rajd Ypres rozgrywanego w Belgii. Rozgrywany był od 24 do 25 czerwca 2005 roku. Była to trzecia runda Rajdowych Mistrzostw Europy w roku 2005 oraz szósta runda Rajdowych Mistrzostw Belgii. Składał się z 22 odcinków specjalnych.

## Klasyfikacja rajdu
| Miejsce                                         | Kierowca                                        | Pilot                                           | Samochód                                        | Czas                                            | Strata                                          |                                                 |
| Klasyfikacja generalna, ERC i mistrzostw Belgii | Klasyfikacja generalna, ERC i mistrzostw Belgii | Klasyfikacja generalna, ERC i mistrzostw Belgii | Klasyfikacja generalna, ERC i mistrzostw Belgii | Klasyfikacja generalna, ERC i mistrzostw Belgii | Klasyfikacja generalna, ERC i mistrzostw Belgii | Klasyfikacja generalna, ERC i mistrzostw Belgii |
| ----------------------------------------------- | ----------------------------------------------- | ----------------------------------------------- | ----------------------------------------------- | ----------------------------------------------- | ----------------------------------------------- | ----------------------------------------------- |
| 1.                                              | Kris Princen                                    | Dany Colebunders                                | Renault Clio S1600                              | 2:55:15.2                                       | 0.0                                             |                                                 |
| 2.                                              | Peter Bijvelds                                  | Bart Hissink                                    | Mitsubishi Lancer Evo VII                       | 2:58:00.8                                       | +2:45.6                                         |                                                 |
| 3.                                              | Freddy Loix                                     | Robin Buysmans                                  | Citroën C2 S1600                                | 2:58:39.3                                       | +3:24.1                                         |                                                 |
| 4.                                              | Bernd Casier                                    | Frederic Miclotte                               | Renault Clio S1600                              | 2:58:48.0                                       | +3:32.8                                         |                                                 |
| 5.                                              | Jan de Winkel                                   | Radboud van Hoek                                | Renault Clio S1600                              | 2:59:12.1                                       | +3:56.9                                         |                                                 |
| 6.                                              | Simon Jean-Joseph                               | Jack Boyere                                     | Renault Clio S1600                              | 3:04:00.6                                       | +8:45.4                                         |                                                 |
| 7.                                              | Pascal Gaban                                    | David Foulon                                    | Subaru Impreza WRX STi                          | 3:04:45.1                                       | +9:29.9                                         |                                                 |
| 8.                                              | Filip Pyck                                      | Filip Fieu                                      | Mitsubishi Lancer Evo VI                        | 3:08:40.2                                       | +13:25.0                                        |                                                 |
| 9.                                              | Stéphane Boelens                                | Bjorn Degandt                                   | Citroën C2 VTS                                  | 3:09:30.4                                       | +14:15.2                                        |                                                 |
| 10.                                             | David Croes                                     | Benoit Brück                                    | Citroën C2 VTS                                  | 3:10:40.0                                       | +15:24.8                                        |                                                 |